# La boda (película de 1973)
La boda (en polaco, Wesele) es una película dramática polaca realizada en 1972 por Andrzej Wajda como adaptación de una obra del mismo título escrita por Stanisław Wyspiański en 1901. Wajda también dirigió "Wesele" para el teatro.
"Wesele" es una obra definidora del drama polaco escrito en los albores del siglo XX. Describe los peligros de la reacción nacional hacia la autodeterminación después de las revueltas polacas de noviembre de 1830 y enero de 1863, fruto de las particiones de Polonia. También se refiera en la matanza de Galitsia de 1846. La trama está ambientada en la boda de un miembro de la inteligentsia de Cracovia (el novio, interpretado por Daniel Olbrychski), y su novia campesina (interpretada por Ewa Ziętek). Su unión de fusión de clases sigue una tendencia de moda entre los amigos del dramaturgo del movimiento modernista de la joven Polonia.
La obra de Wyspiański se basó en un hecho de la vida real: la boda de Lucjan Rydel en la Basílica de Santa María de Cracovia y el banquete nupcial en el pueblo de Bronowice. Se inspiró en parte también en la pintura modernista de Jacek Malczewski y Maksymilian Gierymski.

## Argumento
Un poeta se casa con una campesina en Cracovia. La celebración del matrimonio pasa de la ciudad en casa de un lugareño. En las habitaciones contiguas en la del convite de la boda, los invitados discuten, hacen el amor o simplemente descansan sus prejuicios, bailando y haciendo fiesta. Entre los invitados reales hat figuras conocidas de la historia y la cultura polaca, que representan las consciencias culpables de los personajes. Los dos grupos comienzan progresivamente una serie de diálogos. El Poeta (interpretado por Andrzej Łapicki) es visitado sucesivamente poe el Caballero Negro, símbolo de la gloria militar pasada de la nación; el periodista (interpretado por Wojciech Pszoniak), después por el bufón de la corte y el sabio político conservador Stańczyk; y el fantasma de Wernyhora (Marek Walczewski), paradigma del liderazgo por Polonia. Wernyhora presenta al anfitrión un cuerno dorado que simboliza la misión nacional y llama al pueblo polaco a una revolución. Una de las manos de la granja es enviada para hacer sonar la trompa en cada rincón de Polonia, pero después pierde la trompa.

## Reparto
- Daniel Olbrychski
- Ewa Ziętek
- Andrzej Łapicki
- Wojciech Pszoniak -Stańczyk
- Franciszek Pieczka – Czepiec
- Marek Walczewski
- Izabella Olszewska
- Maja Komorowska – Rachela
- Marek Perepeczko – Jasiek
- Gabriela Kownacka – Zosia
- Olgierd Łukaszewicz
- Bożena Dykiel – Kasia
- Janusz Bukowski – Kasper
- Artur Młodnicki – Wernyhora
- Wirgiliusz Gryń - Jakub Szela
- Leszek Piskorz – Staszek
- Czesław Wołłejko – Hetman
- Mieczysław Voit – Żyd,
- Hanna Skarżanka – Klimina
- Małgorzata Lorentowicz – Radczyni
- Andrzej Szczepkowski – Nos
- Emilia Krakowska – Marysia
- Mieczysław Stoor – Wojtek
- Barbara Wrzesińska – Maryna
- Henryk Borowski – Dziad
- Kazimierz Opaliński
- Maria Konwicka – Haneczka
- Anna Góralska – Isia
- Mieczysław Czechowicz
- Wiktor Grotowicz – Widmo
- Czesław Niemen – Chochoł (voz)

## Premios y nominaciones
Festival Internacional de Cine de San Sebastián
| Año  | Categoría                            | Persona       | Resultado |
| ---- | ------------------------------------ | ------------- | --------- |
| 1973 | Concha de Plata a la mejor dirección | Andrzej Wajda | Ganador   |